# Knut Vollebæk
 (février 2022).
Si vous disposez d'ouvrages ou d'articles de référence ou si vous connaissez des sites web de qualité traitant du thème abordé ici, merci de compléter l'article en donnant les références utiles à sa vérifiabilité et en les liant à la section « Notes et références ».
Knut Vollebæk est un diplomate et un homme politique norvégien.

## Biographie
Il fait partie du Conseil des commissaires de la Commission internationale pour les personnes disparues.